# Antoine de Padoue Rahajarizafy
Antoine de Padoue Rahajarizafy est un prêtre jésuite, pédagogue, écrivain et philosophe malgache né à Tananarive le 7 avril 1911 où il est décédé le 2 mars 1974.
Il fut membre associé de l’Académie malgache et fut le tout premier Supérieur provincial de la Compagnie de Jésus à Madagascar en 1969.

## Famille
Le père Rahajarizafy fait partie d’une fratrie de huit frères et sœurs dont il est le sixième enfant. Il est issu, aussi bien du côté paternel que du côté maternel, de la grande aristocratie merina. Par son père, Jean-Baptiste Rahajarizafy, il est originaire d’Ambohimandrosohasina, une petite colline située à l’est de la colline royale d’Ambohimanga, et descend ainsi d’une famille andriamasinavalona de l’Avaradrano, ayant toujours été proche de l’autorité royale et lui ayant fourni de nombreux officiers. Celui-ci, après une scolarité fructueuse au collège Saint-Michel d’Ambohipo où il fit montre d’une vivacité d’esprit singulière doublée d’une grande avidité à apprendre, fut plus tard recommandé à Lyautey, alors commandant, chef d’État-major de Gallieni et chargé de la pacification de l’île, en tant que secrétaire particulier et interprète. Lyautey le fit gouverneur à Fianarantsoa et lui fit même l’honneur d’être le parrain de son premier né, Gabriel Hubert Marie Rahajarizafy, né en 1897 (à qui il donna d’ailleurs son deuxième prénom, Hubert), frère aîné du père Rahajarizafy. Jean-Baptiste Rahajarizafy fut également chroniqueur de presse sous le pseudonyme « Juvenis » jusqu’à sa mort prématurée en 1915.
Par sa mère, Véronique Razafimbero, le père Rahajarizafy vient d’Ambohidrapeto, l’une des Douze collines sacrées de l'Imerina, et en est un zazamarolahy, faisant donc partie de la caste nobiliaire merina des Princes du sang, descendant d’Andrianampoinimerina et de Ramanantenasoa, l’une des douze épouses officielles. De sa famille maternelle lui viendrait probablement son attachement à la sagesse ancestrale dont Andrianampoinimerina fut l’un des plus grands dépositaires, lui ayant par conséquent inspiré l’écriture des cinq tomes de l’Ombalahibemaso, mais également la ferveur de sa foi chrétienne, héritée de son grand-père, Andrianaivomaharo, prédicateur protestant renommé. En épousant son père, sa mère se convertit au catholicisme.

## Parcours
Très tôt, Antoine quitta le cercle familial et entra au séminaire, se contraignant progressivement à une vie plus austère pour, comme il le disait lui-même, « se rapprocher davantage de Dieu ». Il entre dans les ordres le 20 novembre 1935 et devient prêtre le 21 juin 1941. 
Dans la même foulée, nostalgique avoué de la sagesse ancestrale malgache, il entreprit dès l’âge de 19 ans la prise de notes de récits et d’anecdotes propres à la tradition malgache aux fins de les préserver, puis de les retransmettre à une postérité trop éprise d’occidentalisme et de modernité. C’est à cette époque, du temps où il fut régent (prêtre novice ayant effectué des études en philosophie) et enseignant à Amparibe qu’il commença à se mettre à l’écriture de Ny Ombalahibemaso, ouvrage relatant la vie, la sagesse et les exploits d’Andrianampoinimerina (notamment l’établissement du « Fokonolona », de l’ « Imerina enin-toko » ou encore la régulation des divers marchés voire de la Société en général,…). L’écriture des cinq tomes fut un travail acharné et passionné, le père se mettant à l’ouvrage dès qu’il lui fut permis d’avoir du temps libre, alternant prises de notes et recherches.
Dans sa mission de raviver les valeurs ancestrales oubliées, le père Rahajarizafy œuvra donc particulièrement à éduquer les jeunes. En patriote convaincu, il encouragea vivement les étudiants malgaches à ne pas se laisser abuser par les différents artifices proférés par les excès de la modernité qui, selon lui, ne véhiculent que des concepts propres aux étrangers eux-mêmes et qui ne se rapportent en rien à la pensée malgache. C’est d’ailleurs à cet effet qu’il incita les jeunes à se focaliser davantage sur des activités sportives.
L’ascension du père Antoine de Padoue parmi ses pairs Jésuites malgaches fut fulgurante :
- il fut le premier Malgache recteur du Collège Saint-Michel sis à Ambohidahy ;
- il fut le premier Malgache à intégrer l’école dispensant l’enseignement du malgache aux Missionnaires étrangers à Ambositra ;
- il fut également le premier Malgache recteur du Petit Séminaire (sis à Faliarivo) au niveau du diocèse d’Antananarivo ;
- Il fut le premier Malgache Supérieur provincial des Jésuites à Madagascar
- Il fut également le premier Malgache maître des novices Jésuites

Malgré cette ascension a priori sans heurts, le père Rahajarizafy fut à maintes reprises l’objet de remontrances directes et indirectes de la part de ses supérieurs ecclésiastiques et même de l’Administration coloniale. Il fut entre autres accusé de minimiser le poids du message chrétien à l’antipode des valeurs sociales ancestrales, raison pour laquelle la publication de l’une de ses œuvres, Hanitra nentin-dRazana (Parfum des Ancêtres) ne fut pas autorisée.

## Son œuvre
Le père Rahajarizafy brilla surtout à travers ses livres et ses articles. Il se distingue par une manière d’écrire sensiblement poétique, difficilement traduisible dans une autre langue car exclusivement inspirée par la pensée malgache. Il fonda conjointement avec le pasteur Rakotobe-Andriamaharo l’Académie Andrianampoinimerina.
Il créa par la suite, conjointement avec son ami le père Vincent de Paul Rabarison, le mouvement Fon-dehilahy, une association orientée vers l’éducation de la jeunesse masculine, recrutant cette dernière au sein de différents secteurs d’activités, à l’image des Cœurs vaillants de France.

### Principales œuvres
- Ny Ombalahibemaso
- Ny Hanitra nentin-drazana
- Filozofia Malagasy: ny fanahy no olona
- Ny Kabary Malagasy
- Ny Ohabolana Malagasy
- Essai sur la grammaire malgache

Il fut également l’auteur de plusieurs chansons destinées à encourager davantage les jeunes à cultiver leur foi et l’amour de leur patrie ainsi qu’à méditer sur le véritable sens de la vie.

## Son élan patriotique
Il fut ardemment empli d’orgueil et de fierté par rapport aux particularités propres de son pays, estimant ne rien à envier des autres civilisations (notamment occidentales), à entendre la manière de penser, de raisonner, d’agir face à une situation donnée, de vivre en société, de peser ce qui doit être ou pas, de se soucier des nécessiteux ou encore la connaissance de Dieu.
Un article à résonance patriotique rédigé par le père Rahajarizafy dans le journal Gazety Pitik’afo, revue de la Compagnie de Jésus à Madagascar lui valurent à lui et à son ami le père Rabarison, alors rédacteur en chef, leur a valu d’en être sanctionnés un moment donné, du temps du père De Meritens, s.j. Ils furent plus tard rétablis par le Père Tiersonnier, s.j.
Par le biais d’une missive restée célèbre, adressée au Conseil des évêques, le Père Rahajarizafy demanda au gouvernement français dès 1953 de faire recouvrer sa souveraineté à la Grande Ile. La colère fut telle du côté des Français au point que l’indépendance ne fut définitivement acquise qu’en 1960.
Patriote avoué depuis des décennies et grand nostalgique de l’équilibre social traditionnel, il jubila lorsque fut remis sur pied en 1973 le système du Fokon'olona, propre à la société malgache. « C’est le nôtre, disait-il, propre à notre Culture et qui n’a rien à envier à ceux des autres, faisons en sorte que cela réussisse ! ». Le Père ne fut malheureusement plus là à l’avènement du colonel Richard Ratsimandrava en 1975, avènement qui plaça le Fokonolona à son zénith.
De 1969 à 1973, il fut provincial des Jésuites à Madagascar puis, devint Maître des novices jusqu’à sa mort, le 2 mars 1974 à l’âge de 63 ans.
Le 7 avril 2011 fut célébré le centenaire de sa naissance, marquée par diverses manifestations telles que l’inauguration d’une route à son nom, diverses conférences notamment à l’université d'Antananarivo et à l’Académie malgache ainsi que la prise par la 8e promotion du Centre d'études diplomatiques et stratégiques (CEDS) - Madagascar du nom du Père Rahajarizafy comme nom de promotion.
Lors de son allocution au palais présidentiel d'Iavoloha le 7 septembre 2019 dans le cadre de sa visite officielle à Madagascar, le pape François n'a pas manqué de citer le Père Rahajarizafy en ces termes « Si nous devons reconnaître, valoriser et apprécier cette terre bénie pour sa beauté et son inestimable richesse naturelle, il n’est pas moins important de le faire également pour cette « âme » qui vous donne la force de rester engagés avec l’aina (c’est-à-dire avec la vie) comme l’a bien rappelé le père Antoine de Padoue Rahajarizafy sj »,.